# کمیته فدرال بازار باز
کمیته بازار آزاد فدرال (FOMC) زیرمجموعه‌ای از سیستم فدرال رزرو است. کمیته با تصویب قانون بانکداری ۱۹۳۳ تشکیل شده‌است. این کمیته حدوداً هر سه هفته یک بار برگزار شده و به سیاستگذاری در مورد مسایل مالی می‌پردازد.

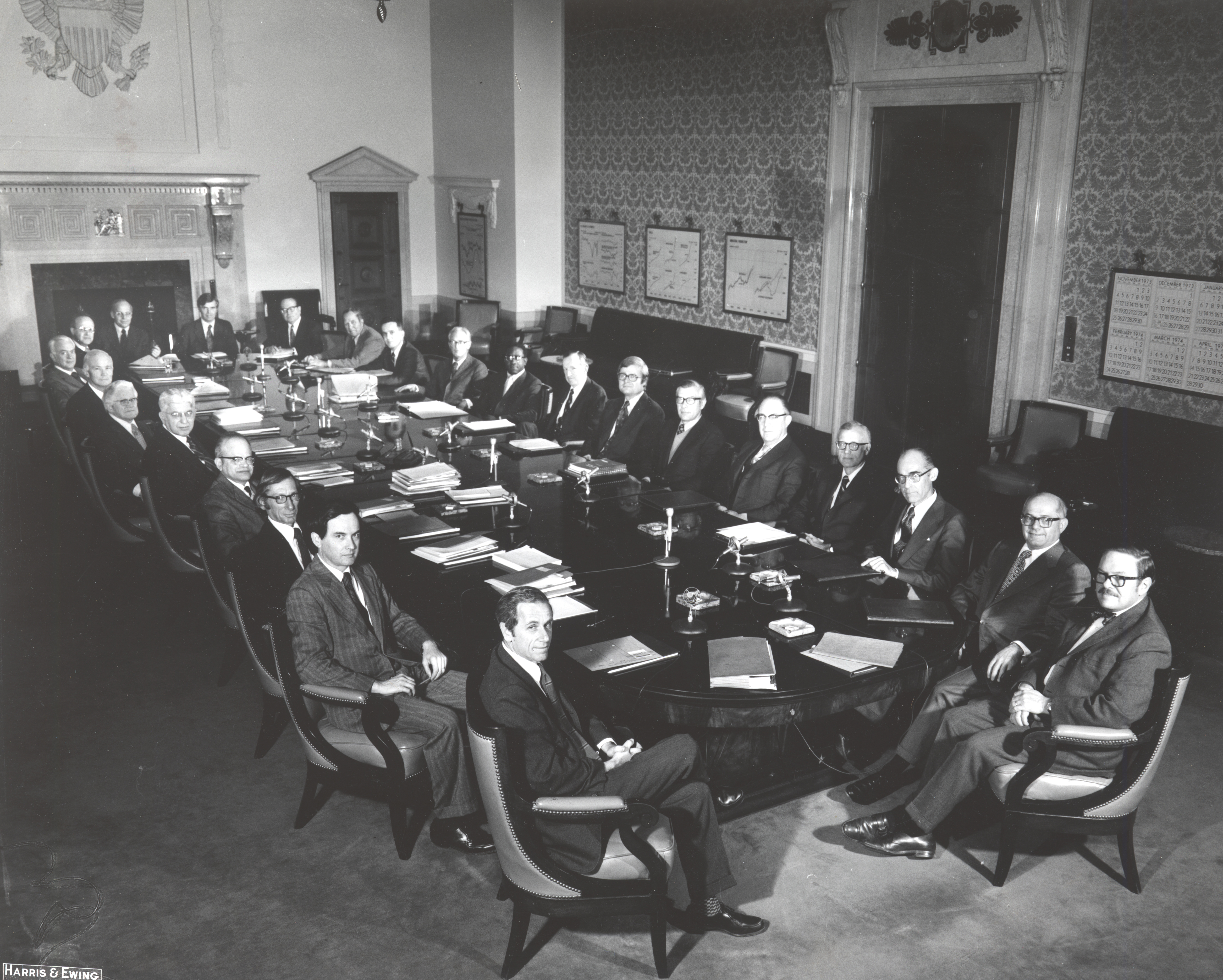

- کمیته بازار آزاد فدرال رزرو آمریکا یا FOMC، کمیته‌ای در داخل سیستم فدرال رزرو آمریکاست که در رابطه با نرخ بهره و نرخ رشد پایه پولی آمریکا تصمیم‌گیری می‌کند.
- سیستم فدرال رزرو آمریکا به کمک سه ابزار پولی، در سیستم مالی و اقتصادی آمریکا مداخله می‌کند: عملیات بازار آزاد (خرید و فروش اوراق قرضه دولت)، نرخ بهره و نرخ ذخایر قانونی بانک‌ها.

## اعضا
کمیته بازار آزاد فدرال رزرو آمریکا یا FOMC دوازده عضو دارد. هفت عضو آن تشکیل دهنده هیئت ریسه سیستم فدرال رزرو هستند. یک عضو رئیس فدرال رزرو نیویورک آمریکاست. چهار عضو دیگر هم به‌طور متناوب به مدت یک سال در کمیته حق رأی پیدا می‌کنند. سایر مقامات فدرال رزرو که حق رأی ندارند، در جلسات کمیته حاضر می‌شوند و در بحث‌ها و ارزیابی‌های اقتصادی نظر می‌دهند، اما در تعیین سیاست‌های پولی حق رأی ندارند. کمیته FOMC هر سال هشت جلسه نشست تعیین نرخ بهره برگزار می‌کند.

## روند کار
در این نشست‌ها، کمیته، وضعیت اقتصادی و سیستم مالی را ارزیابی می‌کند و بر اساس ارزیابی‌های خود، سیاست‌های پولی مناسب را تعریف و پیاده می‌کند تا روند رشد اقتصادی و ثبات قیمتی اقتصاد آمریکا حفظ شود. یکی از وظایف کمیته فدرال رزرو آمریکا، تعیین هدف تورمی است. همچنین فدرال رزرو سعی می‌کند تا اقتصاد آمریکا را به وضعیت اشتغال کامل برساند. کمیته بازار آزاد فدرال رزرو به کمک عملیات بازار آزاد بر نرخ‌های بهره بازار هم تأثیر می‌گذارد. کمیته با خرید اوراق خزانه‌داری دولت آمریکا، حجم پول موجود در سیستم مالی آمریکا را بالا می‌برد و در نتیجه هزینه استقراض پول یا نرخ بهره کاهش می‌یابد. در مقابل، کمیته با فروش اوراق خزانه‌داری اقدام به جمع‌آوری نقدینگی موجود در بازار می‌کند و در نتیجه هزینه استقراض یا نرخ بهره افزایش می‌یابد